# Beaulieu/Grey/Boisy
Beaulieu/Grey/Boisy ist ein Stadtteil (Quartier) der Schweizer Stadt Lausanne. Er befindet sich im Nordwesten der Stadt.
Der Stadtteil selbst ist wiederum in drei Teilbereiche (Sektoren) aufgeteilt. Es sind dies Beaulieu, Bergières und Pierrefleur. Auf einer Fläche von 0,671 km² wohnten im Jahr 2018 rund 6200 Einwohner.

## Lage
Beaulieu/Grey/Boisy gilt zusammen mit dem Stadtteil Bossons/Blécherette als Sportgebiet der Stadt. Das Gebiet grenzt an Prilly im Westen und an drei Stadtteile.

## Öffentliche Verkehrsmittel
Die Buslinien 2 und 21 der Transports publics de la région lausannoise durchqueren den Stadtteil. 

## Bauwerke und Sehenswürdigkeiten
Nebst kleineren Sportanlagen befindet sich das Kongresszentrum Palais de Beaulieu im Stadtteil.

## Galerie

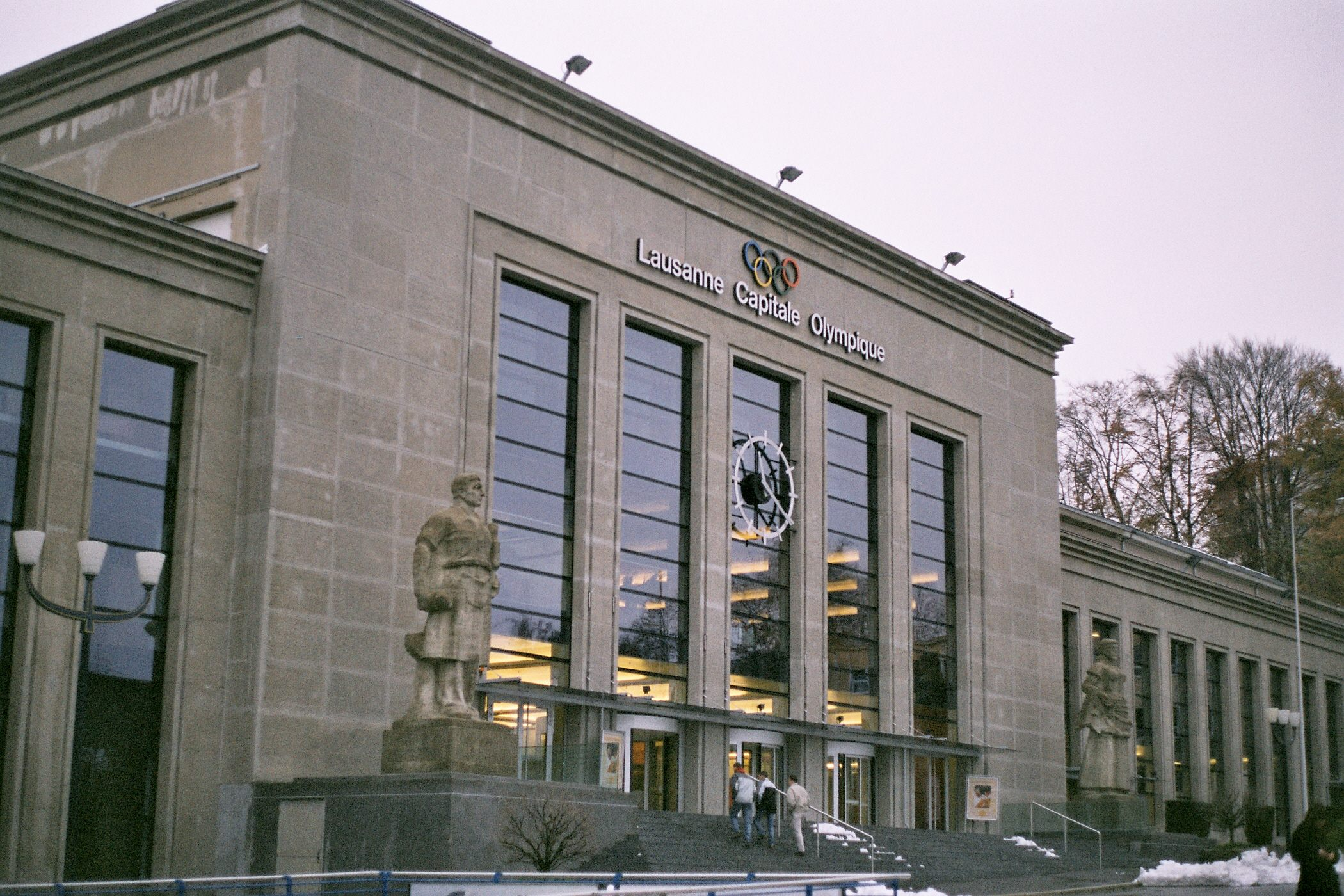
Eingang des Palais de Beaulieu